# Acalypha claoxyloides
Acalypha claoxyloides är en törelväxtart som beskrevs av John Hutchinson. Acalypha claoxyloides ingår i släktet akalyfor, och familjen törelväxter. Inga underarter finns listade i Catalogue of Life.